# Boris Chersonskij

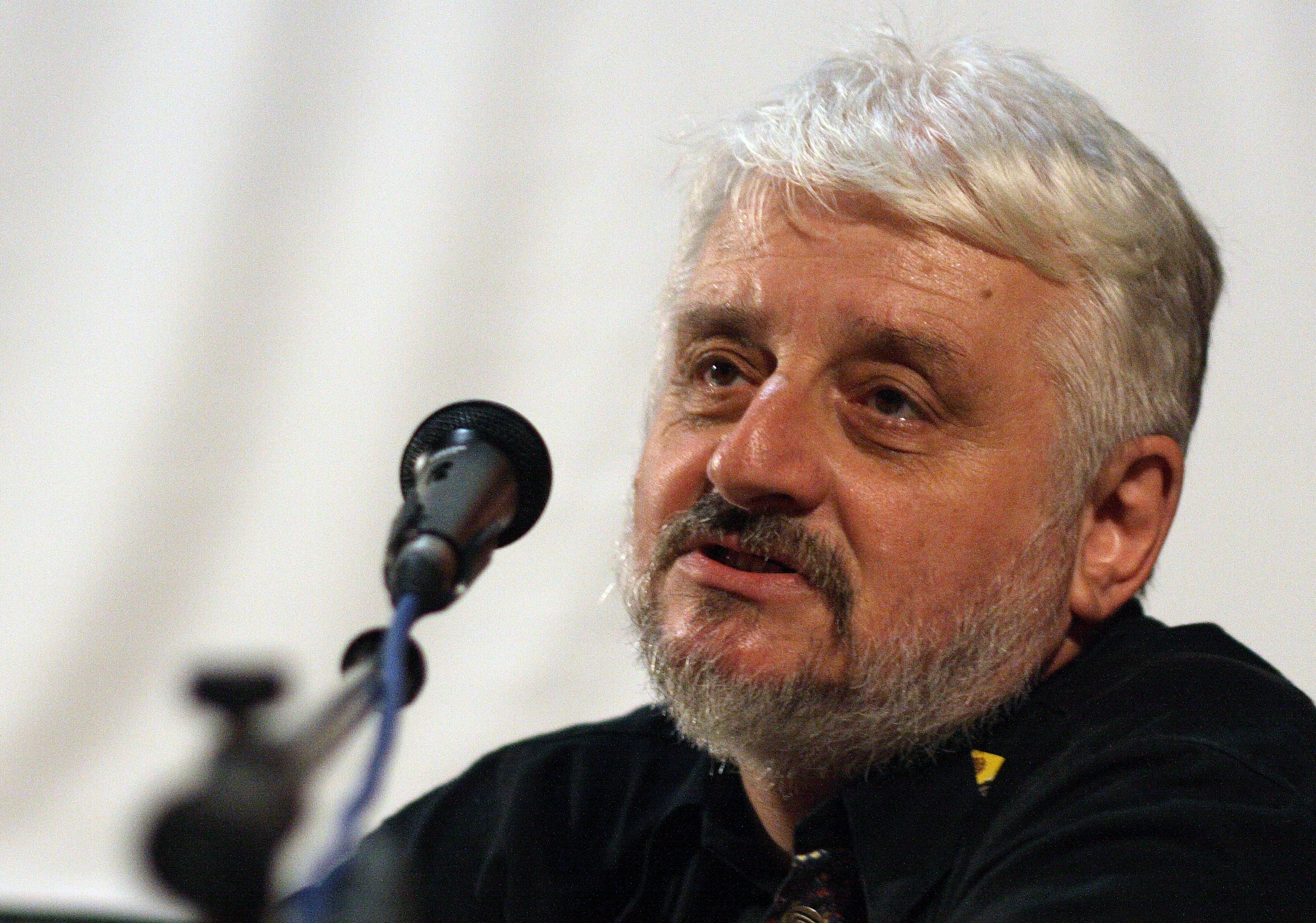
Boris Chersonskij

Boris Grigorowitsch Chersonskij  (ukrainisch Борис Григорович Херсонський; wiss. Transliteration Borys Hryhorovyč Chersons’kyj; * 28. November 1950 in Czernowitz) ist ein ukrainischer russischsprachiger Schriftsteller, Dichter, Essayist, Übersetzer, klinischer Psychologe und Psychiater. Er ist mit der Dichterin Ljudmila Chersonskaja verheiratet.

## Biographie
Boris Chersonskij stammt aus einer Familie von Schriftstellern und Ärzten. Sein Großvater väterlicherseits, Robert (Reven 1896–1954), war ein bekannter Kinder-Nervenarzt in Odessa und veröffentlichte kurz nach der russischen Revolution 1919 sowie 1949 unter dem Pseudonym „Ro“ satirische Verse, „Ganz Odessa in Epigrammen“ und „Sirenen“. Ebenso war auch sein Vater Grigorij schriftstellerisch tätig und veröffentlichte 1949 einen Gedicht-Band „Studenten“ und 2004 eine Gedichtsammlung „Rückkehr“. Die Familie der Mutter kam aus Bessarabien und lebte nach dem Krieg in Czernowitz, wo Chersonskij geboren wurde. Die Jahre der Kindheit und Jugend verbrachte Chersonskij im ostukrainischen Starobilsk Oblast Luhansk, wo später auch der Schriftsteller Serhij Schadan geboren wurde. Nach Beendigung der Schule studierte er an den medizinischen Instituten von Iwano-Frankiwsk und Odessa. Nach Beendigung der Studien wirkte er zunächst als Nervenarzt im Gebiet Odessa, dann als Psychologe und Psychiater an der Landesklinik von Odessa. Ab 1996 wirkte er am Lehrstuhl für Psychologie der National-Universität Odessa, 1999 wechselte er an den Lehrstuhl für klinische Psychologie. Nach seiner Pensionierung 2015 begann er am Moses-Wulf-Institut für Psychiatrie in Odessa zu unterrichten, seit 2017 lehrt er zusätzlich am Kiewer Institut für zeitgenössische Psychologie und psychotherapie. In den Jahren vor und während der Perestrojka begann er teils als wichtiger Samizdat-Autor, gelegentlich im Ausland, teils auch in der städtischen Presse Odessas auf Russisch zu publizieren und wurde damit im kulturellen Odessa und darüber hinaus bekannt. Später erschienen seine Bücher offiziell, oft auch in Moskau, 2014 in Sankt Petersburg. Boris Chersonskij ist verheiratet mit Ljudmila Chersonskaja und hat eine Tochter und einen Sohn.

## Werk
Seine ersten Gedichte veröffentlichte Chersonskij in den Jahren seiner Studentenzeit. In den nachfolgenden Jahren, in denen in Europa die Diskussion um die Menschenrechte intensiv geführt wurde, zählte er zu den hellsten Köpfen der inoffiziellen Poesie Odessas und der Samizdat-Autoren. Er gehört heute zu den wenigen zeitgenössischen Autoren Odessas, zu denen man sonst noch die eine Generation älteren Michail Schwanezkij (* 1934) und Walerij Chait (* 1939) zählt. Offiziell erschienen seine Bücher erst ab den 90er Jahren. Wie bei der Gattung von Gedichten üblich, erschienen zahlreiche Texte in verschiedenen Literatur-Zeitschriften und -Anthologien. Übersetzungen seiner Gedichte erfolgten ins Ukrainische, Georgische, Bulgarische, Englische, Finnische, Italienische, Niederländische und Deutsche. - Zu Chersonskijs besten, bekanntesten und daher auch ins Deutsche und Niederländische übersetzen Werken zählt seine Gedicht-Sammlung „Familienarchiv“, ein Titel, der an Natalia Ginzburgs und Zsuzsa Rakovszkys Prosatexte erinnert. In diesem zunächst 1997 in Odessa erschienenen Werk beschreibt er über vier Generationen das schwere Schicksal seiner jüdischen Familiengeschichte in der Südukraine in der Zeit des gesamten 20. Jahrhunderts. Seine Eindrücke von der gewaltsam endenden und sich kriegerisch fortziehenden Revolution des Majdan hat Chersonskij in die klagende Gedichtsammlung „Messe in Zeiten des Krieges“ gegossen. Die fortwährende abstruse und komplexe Kriegssituation im Osten der Ukraine begleitet er seither mit kürzeren Gedichten, Kommentaren und Artikeln auf seiner Facebook-Seite sowie in Zeitschriften. Nach einem Zeitungsinterview explodierte am 10. Februar 2015 vor seiner Wohnungstür eine Bombe. Über die Krisenzeiten seit dem Majdan mit besonderem Blick auf Odessa berichtet sein im Sommer 2015 erschienenes „Offenes Tagebuch“. Die Tätigkeit als Psychologe prägt Chersonskijs Dichtung. Sein Berufsalltag ist von oft abstrusen Geschichten und poetisch formulierenden Patienten geprägt. Als Antwort bedarf es sparsamer knapper und klarer Diagnosen, die auf einen Rezeptblock passen. Statt der Natur – als ein Spiegel – steht bei Chersonskij der Mensch direkt im Zentrum seines Dichtens, das meistens gebundene Reimform findet. Mit großer Gelassenheit nimmt er Unterscheidungen vor, diagnostiziert klar und gewinnt dadurch seine Überzeugungskraft und Autorität. Geschult hat er seinen Stil zeitweilig durch konzentrierte Übersetzungen und Nachdichtungen der biblischen Psalmen und der Psalmen Salomos, die er aus dem Hebräischen bzw. Griechischen übersetzt hat.

## Auszeichnungen
Chersonskij wurde mit einer ganzen Reihe von Preisen und Stipendien geehrt:
- 2006 und 2007 Preisträger des 4. und 5. Woloschin-Wettbewerbes
- 2007 Spezialpreis der „Moskauer Rechnung“
- 2008 Diplom-Träger des 7. und 8. Woloschin-Wettbewerbes
- 2008 Preisträger des Festivals „Kiever Lavra“
- 2008 Anthologia-Preis der Zeitschrift „Novij Mir“
- 2008 Brodsky-Stipendium
- 2010 Literaris-Sonderpreis der Jury der Bank Austria für „Familienarchiv“
- 2010 Russischer Preis für „Noch ist es nicht dunkel“ (2010)
- 2015 H. C. Artmann-Stipendium (Salzburg)
- 2019 Maksym Kyrijeno-Woloschyn-Literaturpreis für sein Odessaer Tagebuch (2017)
- 2022 „Incroci di civiltà“-Literaturpreis

## Bibliographie

### Literarische Publikationen
- Vos’ma častka [Der achte Teil]. 1993.
- Knihga chvalenij [Buch der Preisungen = Psalmen]. 1994.
- Vne ogrady [Außerhalb des Zauns]. Moskau 1996.
- Semejnyj Archiv. Odessa 1997. Moskva 2006.
  - Familienarchiv. Übers. von Erich Klein u. Susanne Macht. Klagenfurt u. a. 2010. 2014.
  - Familiearchief. Übers. von Thomas Langerak. Amsterdam 2014.
  - Rodynnyj archiv ta inši virši. Übers. von Marianna Kijanovska. Lwiw 2016.
- Post Printum. 1998.
- Tam i togda [Dort und dann]. Odessa 2000.
- Svitok [Papier-Rollen]. Odessa 2002.
- Narisuj čelovečka [Zeichne einen Mann], in: Slovo 45/2005.
- Ploščadka pod zastrojku [Der Platz im Aufbau]. Moskau 2008.
- Vne ogrady [Außerhalb des Zaunes]. Moskau 2008.
- Mramornyj list [Marmor-Brief]. Moskau 2009.
- (Hg./Vorw.), Psalmy i odi Solomona. Charkiw 2009.
- Spiričuėls. Moskau 2009.
- Poka ne stemnelo [Noch ist es nicht dunkel]. Moskau 2010.
- Poka ešče kto-to [Solange es noch jemand anderes gibt]. Kiew 2012
- Novyj Estestvoslov [Die neue Natur des Wortes]. Moskau 2012.
- [gemeinsam mit Sergej Kruglov], Natan. New York 2012.
- Missa in tempore belli/Messa vo vremena vojny [Messe in Zeiten des Krieges]. Sankt Petersburg 2014.
- (Beitr.), Jevromajdan. Lirycna chronika. Brusturiv 2014.
- Kaby ne raduga [Wenn nicht der Regenbogen wäre]. Charkiw 2015.
- Kosmosnash [unser Kosmos]. Charkiw 2015.
- Otkrytyj dnevnyk [Offenes Tagebuch]. Kiew (Duch i litera) 2015.
- Klaptikova kovdra [Patchwork]. Kiew (Duch i litera) 2016.
- Vspyška sverchnovoj [Supernova] Kiew (Duch i litera) 2016.
- gemeinsam mit A. Gritsman, Svitki. Biblejskie stichi. Kalifornia (NUMINA PRESS) 2016.
- Vspyška Sverovnoj: Roždestvenskie stichi. Kiew (Duch i litera) 2017.
- Stractnaja Sedmica. Kiew (Duch i litera) 2017.
- Notizen aus diesem Jahr, in: Wespennetz 171 (2017) S. 80–82.
- Odesskij dnevnik 2015–2016 [Odessaer Tagebuch]. Charkiw (Folio) 2017.
- Odesskaja intelligencija [Odessaer Intelligenzija]. Charkiw (Folio) 2018.
- Stalina ne bulo (Stalin gabs nicht). Redigiert von Jurij Wynnytschuk. Charkiw (Folio) 2018.
- Vklonytysja derevu. Lwiw (Vydavnyctvo Staroho Leva) 2019.
- Novejšaja istorija serednevekov'ja [Neueste Geschichte des Mittelalters]. Charkiw, (Folio) 2019.
- Devjat [Neun]. Charkiw, (Folio) 2020.
- Raspečatka / Rozdrukivka [Ausgedrucktes]. Charkiw (Folio) 2 Bde. 2020.
- (gemeinsam mit Ljudmila Chersonskaja), Vzryvnaja volna [Druckwelle]. Kfar Saba (Kniga Sefer) 2022. ISBN 978-965-7288-58-0.
- post printum. Freedom Letters, London 2024.

### Wissenschaftliche Veröffentlichungen
- Metod piktogramm v psichodiagnostike psichičeskich zabolevanij [Die Piktogramm-Methode in der Psychodiagnostik psychischer Erkrankungen]. Kiew 1988. (Biblioteka praketičeskogo vraca).
- Psichologija i psichoprofilaktika semejnych konfliktov [Psychologie und Psycho-Prophylaktik bei Familienkonflikten]. Kiew 1991.
- (mit anderen), Nestandartizirovannye psichodiagnostičeskie metodiki issledovanija myšlenija-obespečenie sopostavimosti i nadežnosti dannych Metod. Posobie [Nicht-standardisierte psychodiagnostische Methoden ...]. Sankt Petersburg 1995.
- Glubinnaja psichologija [Tiefen-Psychologie]. Odessa 1998.
- Kladez’ bezsumstva [Lagerhaus des Wahnsinns]. Moskau 2012.

## Belege
1. ↑  vgl. seine Facebookseite https://www.facebook.com/borkhers
2. ↑  Auf Deutsch erschienen im Februar und März 2015 Interviewbeiträge in der FAZ, am 22. Juli 2015 sendete 3Sat Kulturzeit ein von Galina Breitkreuz erstelltes sechsminütiges Porträt "Die Ukraine auf der Couch", vgl. Archivierte Kopie (Memento des Originals vom 24. Juli 2015 im Internet Archive)  Info: Der Archivlink wurde automatisch eingesetzt und noch nicht geprüft. Bitte prüfe Original- und Archivlink gemäß Anleitung und entferne dann diesen Hinweis. (abgerufen am 23. Juli 2015).

| Personendaten    | Personendaten                                                                                     |
| ---------------- | ------------------------------------------------------------------------------------------------- |
| NAME             | Chersonskij, Boris                                                                                |
| ALTERNATIVNAMEN  | Chersonskij, Boris Grigorowitsch (vollständiger Name); Херсонський, Борис Григорович (ukrainisch) |
| KURZBESCHREIBUNG | ukrainischer Schriftsteller, Dichter, Essayist und Übersetzer                                     |
| GEBURTSDATUM     | 28. November 1950                                                                                 |
| GEBURTSORT       | Czernowitz, Ukrainische SSR                                                                       |